# ماهی‌خورک ابلق

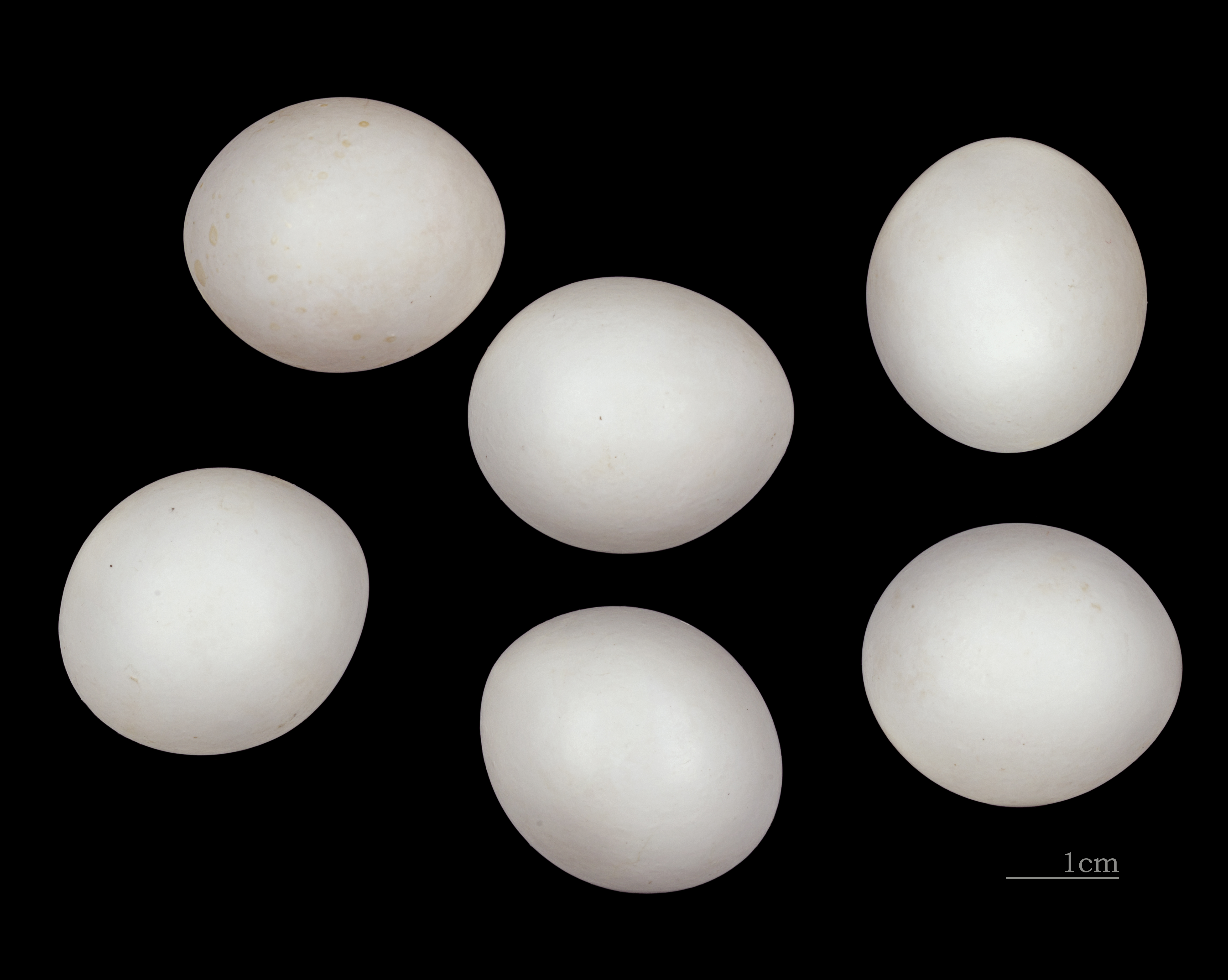
Ceryle rudis

ماهی‌خورک ابلق   یا ماهی‌خورک سفید (نام علمی: Ceryle rudis) گونه‌ای ماهی‌خورک‌های آبی است که به تعداد زیاد در آفریقا و آسیا یافت می‌شود. این پرنده به صورت معمول یا مهاجرتی ندارد یا به صورت فصلی جابجا می‌شود. رنگ سیاه و سفید پرهای آنان، سینه سفید و زندگی در کنار رودخانه‌ها و دریاچه‌های با آب صاف به منظور شیرجه‌زدن درونشان و گرفتن ماهی آن‌ها را از دیگر ماهی‌خورک‌ها متمایز کرده است.

## توصیف ظاهری
طول بدن ماهی‌خورک ابلق ۲۶ سانتی‌متر است. پرنده نر دو نوار سینه‌ای سیاه و پرنده ماده تنها یک نوار سیاه بر روی سینه دارد. این پرنده در بالای سطح آب درجا بالزنی می‌کند و برای گرفتن ماهی به درون آب شیرجه می‌زند.

## زیستگاه
ماهی‌خورک ابلق در مناطق باز، در اطراف رودخانه‌ها، تالاب‌ها، خورها و آب‌های شور و شیری به سر می‌برد و آشیانه خود را در سوراخ دیوارهٔ ساحلی رودخانه و تپه‌های ماسه‌ای کنار تالاب‌ها می‌سازد. این پرنده در ایران بومی و فراوان است.